# Župnija Šmarje pri Kopru

Župnija Šmarje pri Kopru je rimskokatoliška teritorialna župnija dekanije Dekani v škofiji Koper.

## Zgodovina
Prednica sedanje župnijske cerkve, posvečene Brezmadežni materi Božji, je tu stala že pred 11. stoletjem, o čemer priča tranzena (kamnito okno) iz 9. stoletja, ki je sedaj vzidana v zvoniku.

### Srednji vek
Na rimsko nagrobno stelo z reliefnim okrasom in napisom iz prvega stoletja pred Kristusom, ki jo je dal izklesati osvobojenec Pubij Sardij Prudens, vzidano na južnem pročelju cerkve, so v trinajstem stoletju dodali napis o posvetitvi obnovljene cerkve z letnico 1222 in omembo koprskega škofa Absalona.
V zgodovinskih virih se leta 1152 omenja šmarski benediktinski samostan, za katerega pa se domneva, da je bil verjetno le priorat oz. pristava ene od italijanskih opatij, ter je verjetno zaradi epidemij ter vojnih pustošenj kmalu zamrl.
8. avgusta 1152 je namreč tržaški škof Bernard (Wernardo), kot apostolski administrator koprske škofije, z odobritvijo oglejskega patriarha Pelegrina beneškemu samostanu sv. Jurija (Monastero di San Giorgio di Venezia) podaril pravice od hiš, cerkve, vasi in ozemlja Šmarij, čemur se je tedanji koprski stolni kapitelj odločno uprl. Spor, ki se je v naslednjih stoletjih še zaostril, je bil dokončno rešen šele v 14. stoletju, ko je samostan od svojih pravic nad Šmarjami odstopil.

### Novi vek
Šmarje z okolico so bile od 15. stoletja dalje v lasti raznih koprskih plemiških družin, v 17. stoletju pa so postale škofijska posest. 
V vizitacijskem poročilu koprskega škofa Francesca Zena so bile v Šmarjah leta 1664 poleg sedanje župnijske cerkve še cerkvica oz. pokopališka kapela sv. Antona puščavnika (iz 1488), cerkev sv. Nazarija, cerkev sv. Blaža (iz 1349) ter cerkev sv. Križa, ob cesti proti Pomjanu, zadnjih treh danes ni več. 
Šmarsko župnijsko cerkev omenja tudi koprski škof Pavel Naldini, v svojem delu Cerkveni krajepis ali opis mesta in škofije Justinopolis, ljudsko Koper (COBISS), ki so ga natisnili v Benetkah leta 1700.
Župnijska cerkev je bila prenovljena leta 1730, v času županovanja Antona Rojca (o tem priča napisna plošča nad obokom, ki povezuje cerkev z zvonikom), verjetno tudi s pomočjo bogate družine Srgaš, po kateri se imenujejo Srgaši. Sedanje župnišče je dal leta 1723 zgraditi župnik Peter Vidacovich.

## Župnijska cerkev
Župnijska cerkev Marijinega brezmadežnega spočetja s poligonalnim prezbiterijem s kupolo in k cerkvi leta 1730 prizidani zvonik sta najstarejši in najpomembnejši ohranjeni stavbi v naselju Šmarje.
V arhivu tržaške škofije je hranjeno tudi gradivo, da so 8. decembra 1926 župnijsko cerkev v Šmarjah po prenovi ponovno posvetili.
V letu 2000 je bila zvoniku nadzidana osmerokotna betonska konica, visoka 7,20 m, tako da sedaj zvonik meri 24,50 m. Na vrhu zvonika je še 1,60 m visoki bronasti kip nadangela Gabrijela, delo akademskega kiparja Mirsada Begića.
V župnijskem arhivu hranijo dragoceni misal, tiskan v glagolici, iz leta 1631. Kot tudi drugod po Istri so namreč tudi v Šmarjah, še vse do leta 1833, bogoslužje opravljali iz mašnih knjig, napisanih v tej pisavi.

## Preureditev koprske škofije
Ob preureditvi škofije Koper v letu 2017 je bila župniji pripojena dotedanja župnija Pomjan, ki je bila ukinjena, tamkajšnji cerkvi pa sta postali podružnici.

## Sakralni objekti
| #  | Slika                     | Cerkev                                                      | Naselje |
| -- | ------------------------- | ----------------------------------------------------------- | ------- |
| 1. | Klikni za spremembo slike | cerkev Marijinega brezmadežnega spočetja (župnijska cerkev) | Šmarje  |
| 2. | Klikni za spremembo slike | kapela sv. Antona puščavnika (pokopališka kapela)           | Šmarje  |
| 3. | Klikni za spremembo slike | cerkev sv. Petra in Pavla (podružnična cerkev)              | Gažon   |
| 4. | Klikni za spremembo slike | cerkev sv. Jurija (podružnična cerkev)                      | Pomjan  |
| 5. | Klikni za spremembo slike | cerkev Marijinega rojstva (podružnična cerkev)              | Pomjan  |